# ورد أصفر

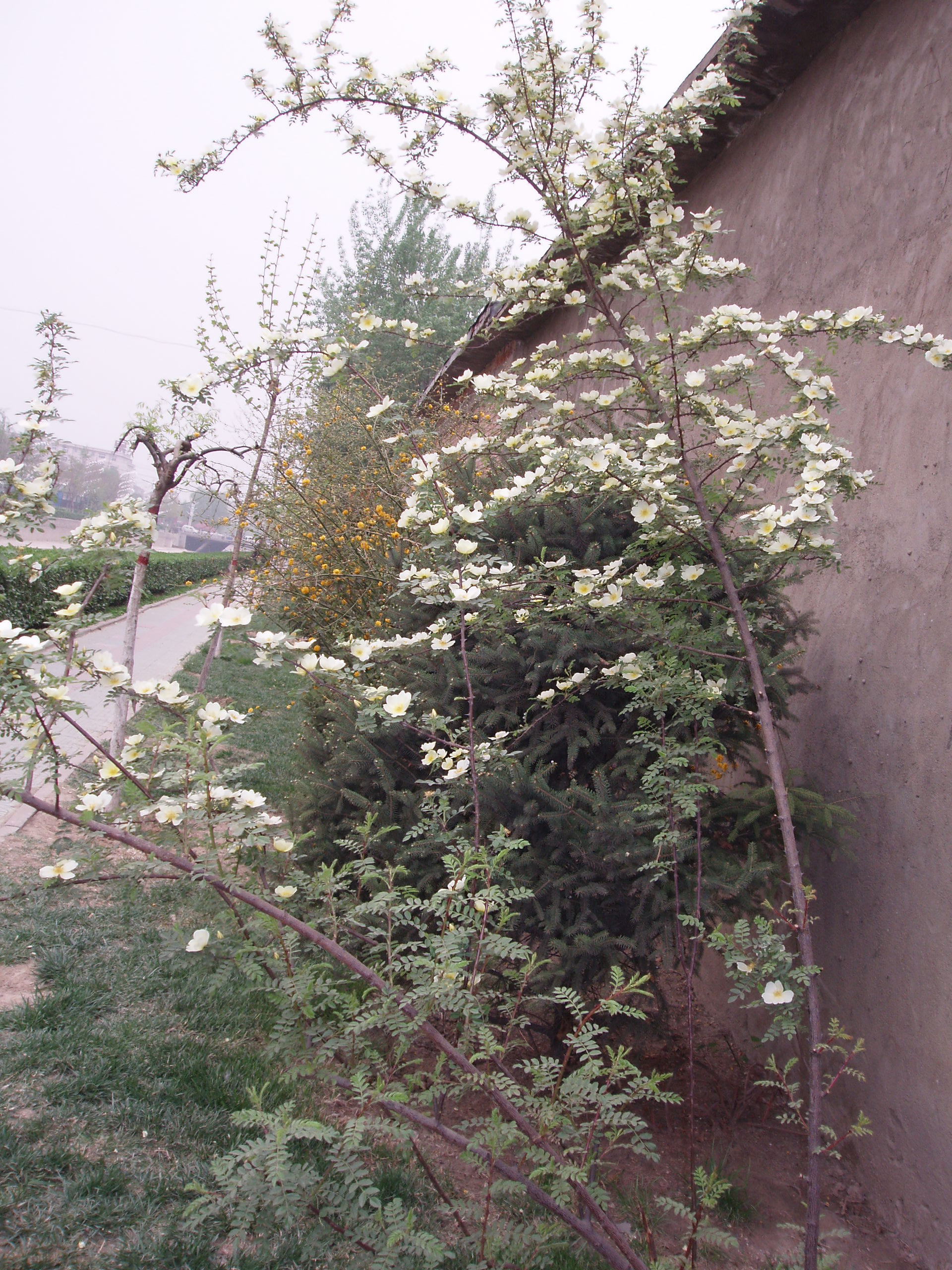

ورد أصفر (الاسم العلمي:Rosa xanthina) هو نوع من النباتات يتبع جنس الورد من الفصيلة الوردية.